# Васильевское сельское поселение (Бутурлиновский район)
Васильевское сельское поселение — муниципальное образование в Бутурлиновском районе Воронежской области.
Административный центр — село Васильевка.

## Население
| 2010 | 2012 | 2013 | 2014 | 2015 | 2016 | 2017 | 2018 | 2019 |
| ---- | ---- | ---- | ---- | ---- | ---- | ---- | ---- | ---- |
| 1001 | ↘945 | ↘936 | ↘896 | ↘878 | ↘873 | ↘869 | ↘868 | ↘855 |
| 2020 | 2021 |      |      |      |      |      |      |      |
| ↘840 | ↘822 |      |      |      |      |      |      |      |

## Административное деление
Состав поселения:
- село Васильевка.